# Amer El-Erwadi

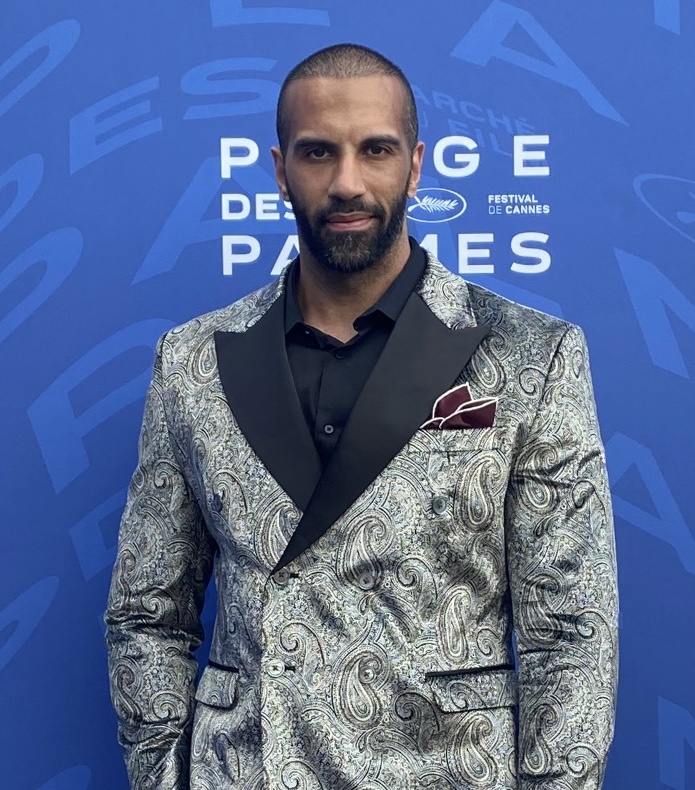
Portrait Amer El-Erwadi in Cannes

Amer El-Erwadi (* 26. Februar 1991 in Berlin) ist ein deutsch-libanesischer Schauspieler.

## Leben
Amer El-Erwadi wuchs im Stadtteil Berlin-Wedding auf. Die Eltern kommen ursprünglich aus dem Libanon. Der Vater floh im Jahre 1979 aus dem Libanon und stellte in Deutschland einen Asylantrag.
2018 stand Amer El-Erwadi für die erfolgreiche TNT-Serie 4 Blocks von Wiedemann & Berg Filmproduktion das erste Mal vor der Kamera. Dort spielte er in der zweiten Staffel einen Clanmitglied der „Hamadis“, der letztendlich vom rivalisierenden Clan erschossen wurde.
Im Dezember 2019 drehte er mit seinen 4-Blocks-Schauspielkollegen Rauand Taleb und Sami Nasser für die S-Bahn Berlin eine Miniserie, namens „Das Netz“, die auf der Plattform YouTube veröffentlicht wurde. Dort spielte Amer El-Erwadi den Cousin, namens Hazim. Die Miniserie gewann diverse Preise und Auszeichnungen (auch international) und wurde sogar für die Goldene Kamera nominiert.
2022 spielte er die Rolle des Khalil in der WOW-Serie „Die Wespe 2“.
2023 war sein Bühnendebüt, wo er die Hauptrolle Sempronio im Opernstück „Cosi Fan Tutte“ von Wolfgang Amadeus Mozart an der Komischen Oper in Berlin spielte.
Auch spielte er im gleichen Jahr in der unabhängigen Serie Schwarze Schafe die Ensemblerolle Amir, sowie in der ZDF Neo Serie „Pumpen“ die Episodenhauptrolle Mark Moreno.
Amer El-Erwadi war auch in anderen Serien und Filmen zu sehen, wie beispielsweise in Krank, Die Toten von Marnow, Die Drei von der Müllabfuhr, Schwester, Schwester oder in 9 Tage wach.

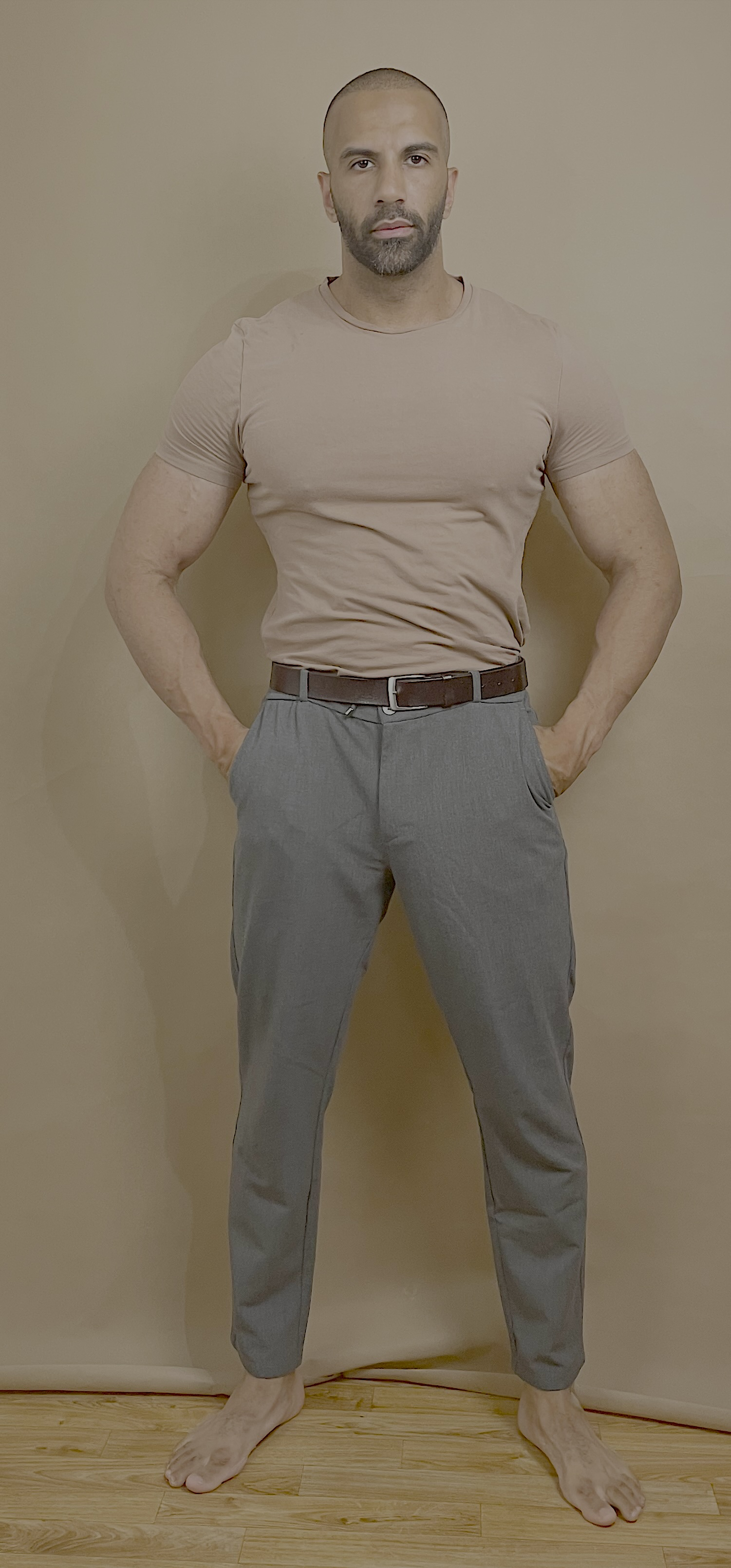
Full Shot of American El-Erwadi

## Filmografie (Auswahl)
- 2018: 4 Blocks
- 2018: Gegen die Angst
- 2018: Dogs of Berlin
- 2018: Den inren cirkeln
- 2019: Skylines
- 2019: Tatort Der gute Weg
- 2020: 9 Tage wach
- 2020: Das Netz
- 2021: Die Toten von Marnow
- 2021: Die Drei von der Müllabfuhr
- 2021: Schwester, Schwester
- 2021: Vernau; Requiem für einen Freund
- 2022: Karla, Rosalie und das Loch in der Wand
- 2023: Die Wespe Staffel 2
- 2023: Pumpen
- 2024: Achtsam Morden (Fernsehserie, 2 Folgen)
- 2024: Dune: Part Two